# Basketball-Europameisterschaft 1991
Die 27. Basketball-Europameisterschaft der Herren (offiziell: Eurobasket 1991) fand vom 24. bis 29. Juni 1991 im Palazzo dello Sport in Rom statt. Europameister wurde der Titelverteidiger aus Jugoslawien, Silber ging an Italien und Spanien gewann die Bronzemedaille.

## Vorrunde
Die Vorrunde wurde in zwei Gruppen mit je vier Mannschaften ausgetragen. Der Sieger eines Spiels erhielt zwei Punkte, der Verlierer einen Punkt. Stand ein Spiel am Ende der regulären Spielzeit unentschieden, so gab es Verlängerung. Bei Punktgleichheit entschied der direkte Vergleich gegeneinander.
Die ersten zwei Mannschaften jeder Gruppe qualifizierten sich für das Halbfinale und hatten EM-Platz 4 bereits sicher, die restlichen Mannschaften spielten in der Finalrunde um EM-Platz 5.

### Gruppe A
| Datum | Team 1      | Team 2      | Ergebnis | 1. H. | 2. H. | Verl. |
| ----- | ----------- | ----------- | -------- | ----- | ----- | ----- |
| A 1   | Bulgarien   | Polen       | 075:83   | 43:46 | 32:37 | –     |
| A 2   | Jugoslawien | Spanien     | 076:67   | 37:22 | 39:45 | –     |
| A 3   | Spanien     | Bulgarien   | 094:93   | 43:51 | 51:42 | –     |
| A 4   | Jugoslawien | Polen       | 103:61   | 49:29 | 54:32 | –     |
| A 5   | Polen       | Spanien     | 067:73   | 40:36 | 27:37 | –     |
| A 6   | Bulgarien   | Jugoslawien | 068:89   | 37:50 | 31:39 | –     |

| Platz | Team        | Spiele | Siege | Niederl. | Punkte | Körbe   | Diff | qualifiziert für       |
| ----- | ----------- | ------ | ----- | -------- | ------ | ------- | ---- | ---------------------- |
| 1     | Jugoslawien | 3      | 3     | 0        | 6      | 268:196 | +72  | Halbfinale             |
| 2     | Spanien     | 3      | 2     | 1        | 5      | 234:236 | −02  | Halbfinale             |
| 3     | Polen       | 3      | 1     | 2        | 4      | 211:251 | −40  | Finalrunde Platz 5 - 8 |
| 4     | Bulgarien   | 3      | 0     | 3        | 3      | 236:266 | −30  | Finalrunde Platz 5 - 8 |

### Gruppe B
| Datum | Team 1       | Team 2           | Ergebnis      | 1. H. | 2. H. | Verl. |
| ----- | ------------ | ---------------- | ------------- | ----- | ----- | ----- |
| B 1   | Frankreich   | Tschechoslowakei | 104:080       | 56:45 | 48:35 | –     |
| B 2   | Griechenland | Italien          | 072:082       | 31:45 | 41:37 | –     |
| B 3   | Griechenland | Tschechoslowakei | 113:123 n. V. | 57:48 | 48:57 | 8:18  |
| B 4   | Italien      | Frankreich       | 075:072       | 34:39 | 41:33 | –     |
| B 5   | Griechenland | Frankreich       | 093:081       | 42:32 | 51:49 | –     |
| B 6   | Italien      | Tschechoslowakei | 102:080       | 59:40 | 43:40 | –     |

| Platz | Team             | Spiele | Siege | Niederl. | Punkte | Körbe   | Diff | qualifiziert für       |
| ----- | ---------------- | ------ | ----- | -------- | ------ | ------- | ---- | ---------------------- |
| 1     | Italien          | 3      | 3     | 0        | 6      | 259:224 | +35  | Halbfinale             |
| 2     | Frankreich       | 3      | 1     | 2        | 4      | 257:248 | +09  | Halbfinale             |
| 3     | Griechenland     | 3      | 1     | 2        | 4      | 278:286 | −08  | Finalrunde Platz 5 - 8 |
| 4     | Tschechoslowakei | 3      | 1     | 2        | 4      | 283:319 | −36  | Finalrunde Platz 5 - 8 |

## Finalrunde

### Platz 5 bis 8
Sämtliche Mannschaften, die in ihrer Vorrundengruppe die beiden ersten Plätze für die anschließende Halbfinal-Teilnahme verpasst hatten, spielten um EM-Platz 5. Gespielt wurde im K.-o.-System über Kreuz gegen einen Gegner aus der anderen Gruppe.

|  | Kleines Halbfinale | Kleines Halbfinale |           |    | Spiel um Platz 5 | Spiel um Platz 5 |
|  |                    |                    |           |    |                  |                  |
|  | Griechenland       | 110                |           |    |                  |                  |
|  | Bulgarien          | 83                 |           |    |                  |                  |
|  | 13                 |                    |           |    |                  |                  |
|  |                    |                    | 18        |    |                  |                  |
|  | Griechenland       | 95                 |           |    |                  |                  |
|  |                    | Tschechoslowakei   | 79        |    |                  |                  |
|  |                    |                    |           |    |                  |                  |
|  | Spiel um Platz 7   |                    |           |    |                  |                  |
|  | 14                 | 14                 | Bulgarien | 86 |                  |                  |
|  | Tschechoslowakei   | 85                 | Polen     | 90 |                  |                  |
|  | Polen              | 72                 |           |    | 17               | 17               |

Kleines Halbfinale
| Datum | Team 1           | Team 2    | Ergebnis | 1. H. | 2. H. | Verl. |
| ----- | ---------------- | --------- | -------- | ----- | ----- | ----- |
| 13    | Griechenland     | Bulgarien | 110:83   | 52:41 | 58:42 | –     |
| 14    | Tschechoslowakei | Polen     | 085:72   | 29:39 | 56:33 | –     |

Spiel um Platz 7
| Datum | Team 1    | Team 2 | Ergebnis | 1. H. | 2. H. | Verl. |
| ----- | --------- | ------ | -------- | ----- | ----- | ----- |
| 17    | Bulgarien | Polen  | 86:90    | 42:42 | 44:48 | –     |

Spiel um Platz 5
| Datum | Team 1       | Team 2           | Ergebnis | 1. H. | 2. H. | Verl. |
| ----- | ------------ | ---------------- | -------- | ----- | ----- | ----- |
| 18    | Griechenland | Tschechoslowakei | 95:79    | 53:39 | 42:40 | –     |

### Platz 1 bis 4
Die jeweils Erst- und Zweitplatzierten der beiden Vorrundengruppen spielten um den Europameistertitel. Gespielt wurde im K.-o.-System über Kreuz gegen einen Gegner aus der anderen Gruppe.

|  | Halbfinale          | Halbfinale  |            |     | Finale | Finale |
|  |                     |             |            |     |        |        |
|  | Frankreich          | 76          |            |     |        |        |
|  | Jugoslawien         | 97          |            |     |        |        |
|  | 15                  |             |            |     |        |        |
|  |                     |             | 20         |     |        |        |
|  | Italien             | 73          |            |     |        |        |
|  |                     | Jugoslawien | 88         |     |        |        |
|  |                     |             |            |     |        |        |
|  | Spiel um Platz drei |             |            |     |        |        |
|  | 16                  | 16          | Spanien    | 101 |        |        |
|  | Italien             | 93          | Frankreich | 83  |        |        |
|  | Spanien             | 90          |            |     | 19     | 19     |

Halbfinale
| Datum | Team 1     | Team 2      | Ergebnis | 1. H. | 2. H. | Verl. |
| ----- | ---------- | ----------- | -------- | ----- | ----- | ----- |
| 15    | Frankreich | Jugoslawien | 76:97    | 44:50 | 32:47 | –     |
| 16    | Italien    | Spanien     | 93:90    | 50:51 | 43:39 | –     |

Spiel um Platz 3
| Datum | Team 1  | Team 2     | Ergebnis | 1. H. | 2. H. | Verl. |
| ----- | ------- | ---------- | -------- | ----- | ----- | ----- |
| 19    | Spanien | Frankreich | 101:83   | 51:38 | 50:45 | –     |

Finale
| Datum | Team 1  | Team 2      | Ergebnis | 1. H. | 2. H. | Verl. |
| ----- | ------- | ----------- | -------- | ----- | ----- | ----- |
| 20    | Italien | Jugoslawien | 73:88    | 41:48 | 32:40 | –     |

## Endstand
| Rang | Team             | Siege : Niederl. | Korbverhältnis |
| ---- | ---------------- | ---------------- | -------------- |
| 1    | Jugoslawien      | 5 : 0            | 1,3130         |
| 2    | Italien          | 4 : 1            | 1,0572         |
| 3    | Spanien          | 3 : 2            | 1,0316         |
| 4    | Frankreich       | 1 : 4            | 0,9327         |
| 5    | Griechenland     | 3 : 2            | 1,0781         |
| 6    | Tschechoslowakei | 2 : 3            | 0,9198         |
| 7    | Polen            | 2 : 3            | 0,8839         |
| 8    | Bulgarien        | 0 : 5            | 0,8691         |